# Station Tachov
Station Tachov (Tachov) is een spoorwegstation in het Tsjechische stadje Tachov. Het station ligt aan spoorlijn 184 die van Planá naar Domažlice loopt. Het station wordt beheerd door de nationale spoorwegonderneming České dráhy in samenwerking met de Staatsorganisatie voor spoorweginfrastructuur (SŽDC). Het station is een kopstation, en de doorgaande treinen keren hier. Echter hebben de meeste treinen die het station aandoen Tachov als eindbestemming.

## Galerij

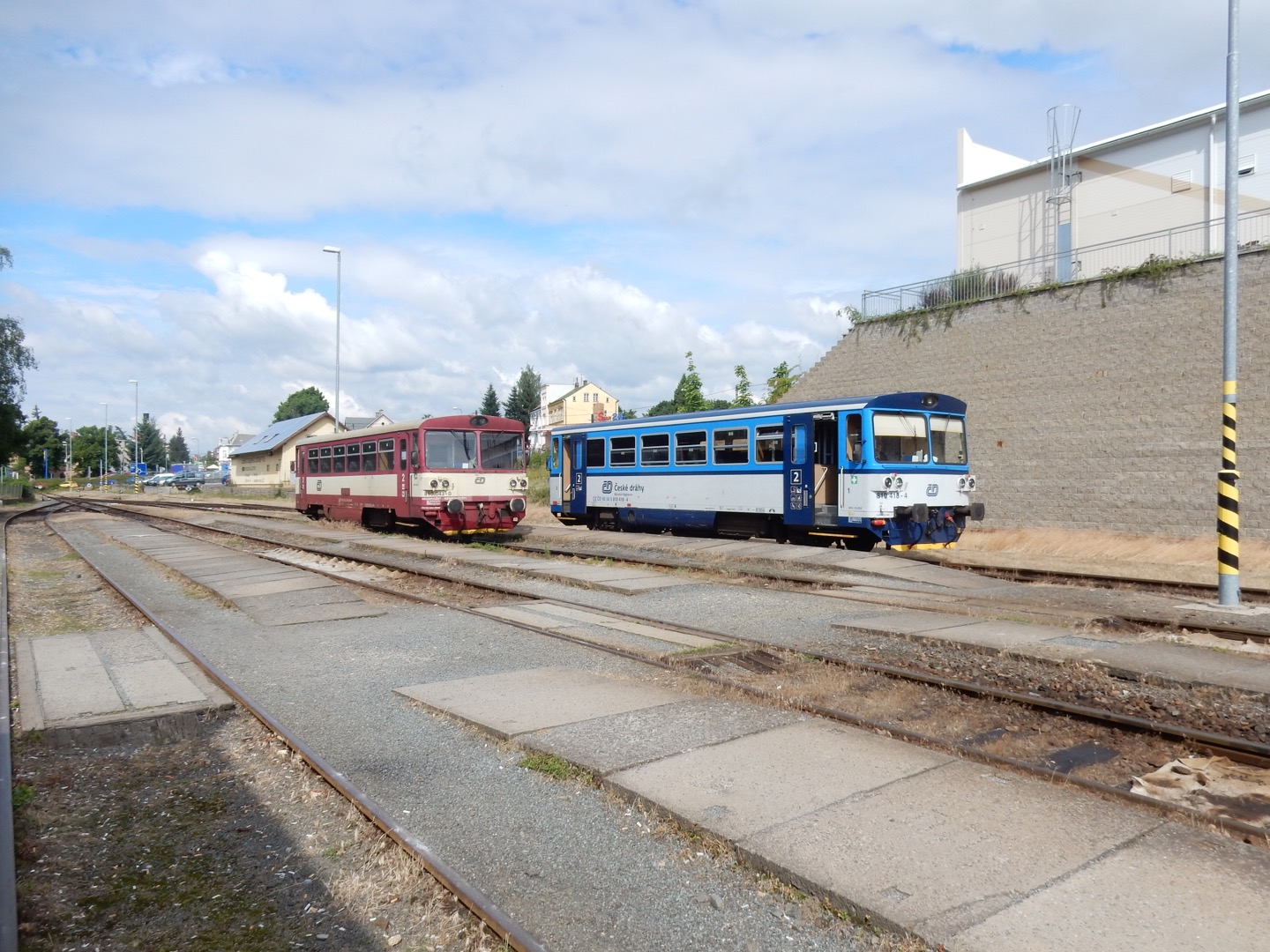
Twee dieseltreinstellen op station Tachov
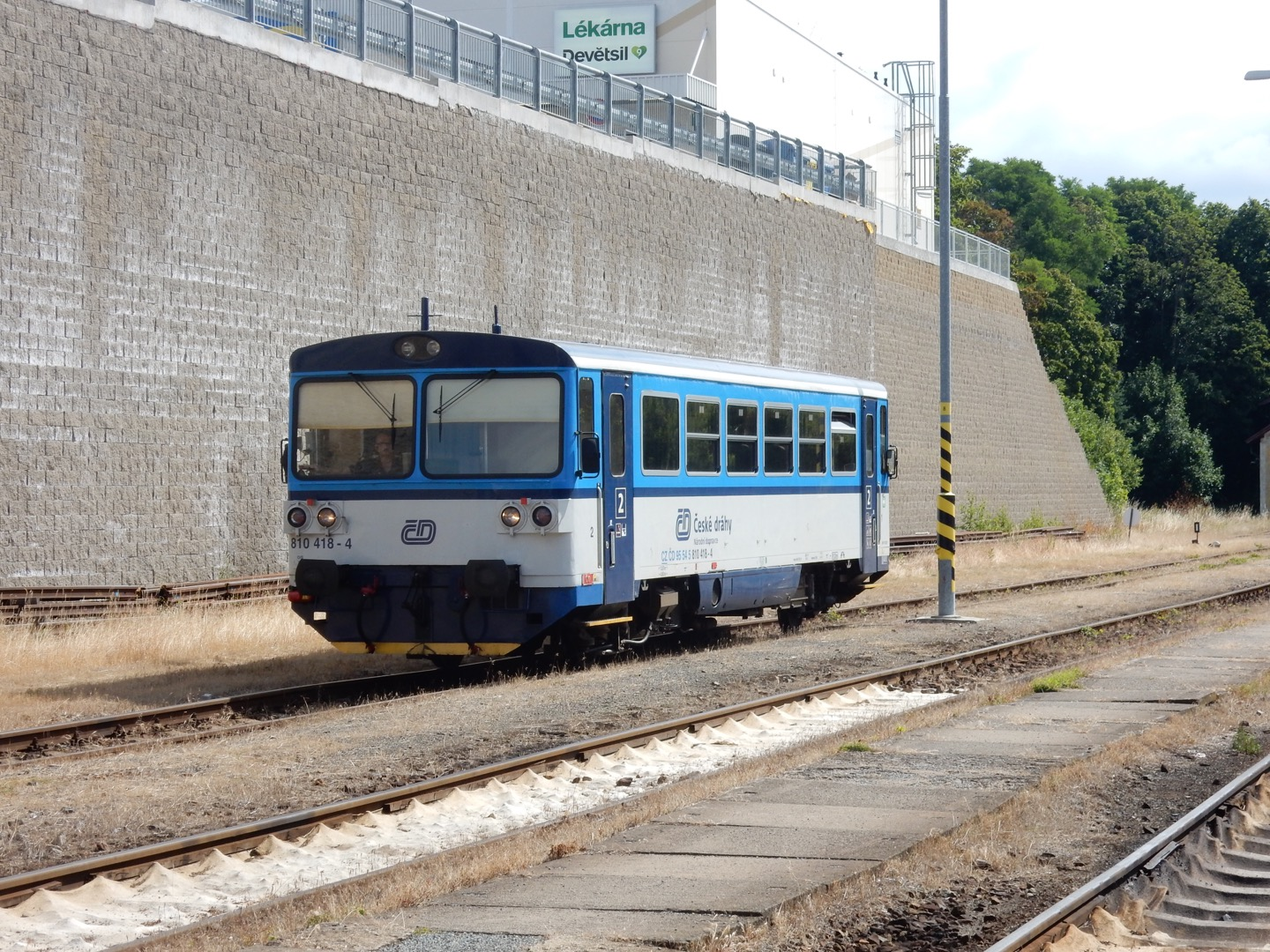
Een ČD 810 rijdt Tachov binnen